# Aduana Stars
Der Aduana Stars Football Club, kurz Aduana Stars, ist ein Fußballverein aus der ghanaischen Stadt Dormaa Ahenkro. Die Mannschaft gewann im Jahr 2010 als Aufsteiger überraschend die ghanaische Meisterschaft und stellte dabei einen neuen Rekord als effizienteste Meistermannschaft der Welt auf.

## Geschichte
Der Verein stieg zur Saison 2009/10 in die Ghana Premier League auf und wurde auf Anhieb Meister. Mit nur 19 Toren in 30 Spielen halten die Aduana Stars den Weltrekord für die effizienteste Meistermannschaft im Fußball.
Nach diesem Überraschungserfolg ging es in der Tabelle jedoch kontinuierlich bergab. Der Meisterschaft folgte 2010/11 ein solider 5. Platz und diesem in der Saison darauf ein ordentlicher 6. Platz. Während die Saison 2012/13 mit Platz 7 ebenfalls zufriedenstellend abgeschlossen werden konnte kämpfen die Aduana Stars in dieser Saison noch um den Klassenerhalt.
Wegen des ausbleibenden Erfolges musste Erfolgstrainer Herbert Addo den Verein verlassen und man engagierte den Serben Miroslav Bogdanovic um den Verein wieder auf Kurs zu bringen. Doch auch unter Bogdanovic wandte sich das Blatt nicht und so wurde er Anfang April fristlos beurlaubt. Nun trägt der bisherige Co-Trainer Kwabena Ameyaw die alleinige Verantwortung um den Verein vor dem Abstieg zu retten.
Nach weiteren Jahren im Mittelfeld der Liga konnte der Verein 2017 dann seine zweite Meisterschaft feiern.

## Erfolge
- Ghanaischer Meister: 2010, 2017

## Statistik in den CAF-Wettbewerben
| Wettbewerb                | Runde    | Gegner           | Hinspiel | Rückspiel |  |
| ------------------------- | -------- | ---------------- | -------- | --------- |  |
|                           |          |                  |          |           |  |
| CAF Champions League 2011 | Vorrunde | Wydad Casablanca | 0:3 (A)  | 1:0 (H)   |  |
| CAF Champions League 2018 | Vorrunde | al Tahaddy SC    | 0:1 (A)  | 2:0 (H)   |  |
| CAF Champions League 2018 | 1. Runde | ES Sétif         | 1:0 (H)  | 0:4 (A)   |  |